# مضيق جوبال
مضيق جوبال هو مضيق يربط خليج السويس بالبحر الأحمر ويحده من الغرب ساحل محافظة البحر الأحمر ومن الشرق شبه جزيرة سيناء، شمال غرب رأس محمد. يتميز بأعماق ضحلة نسبياً (تصل إلى 40-50 م) وتيارات متوسطة وأيضاً بشريط ساحلي محدود السكان ومغطى بجبال متوسطة الارتفاع.
وفقاً لرواية جول فيرن، 20.000 فرسخ تحت الماء، فقد دخلت الغواصة نوتيلوس خليج السويس عبر مضيق جوبال.
يحظى المضيق حالياً بشعبية بين الغواصين نظراً لاحتوائه على حطام سفن غارقة مثيرة للاهتمام، أبرزها السفينة إس إس ثيستلغورم.

## نظرة عامة

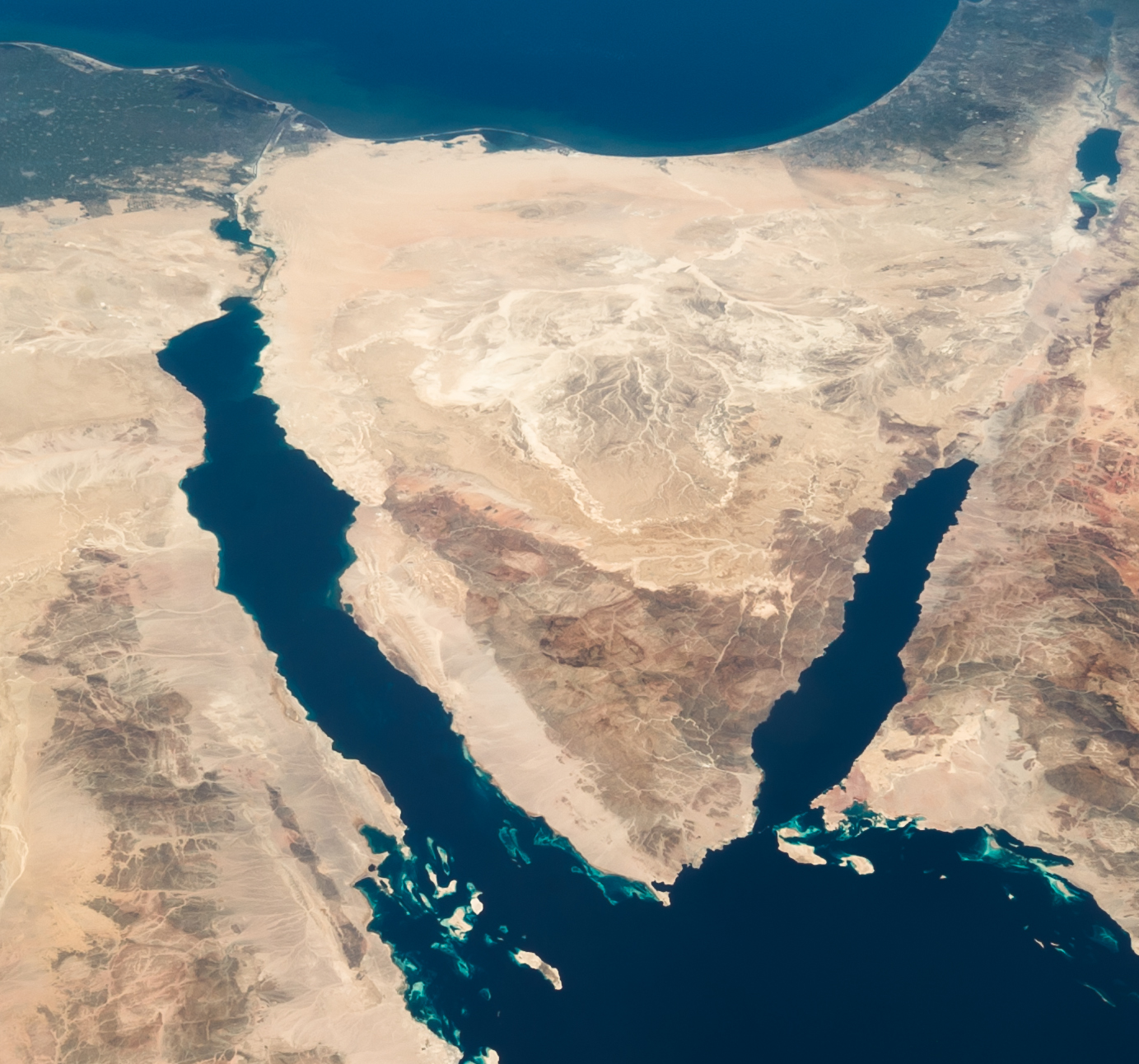
صورة مأخوذة من محطة الفضاء الدولية تظهر أقصى شبه جزيرة سيناء بين مضيق تيران (يميناً) ومضيق جوبال (يساراً)

يحيط بالمضيق من الشمال الشرقي نتوءان بارزان هما بيكون روك وشاغ روك. إلى الجنوب الغربي، يحدد الطرف الجنوبي لجزيرة شدوان المضيق. تتميز المنطقة الجنوبية الشرقية للمضيق بوجود نظامين شعابيين هائلين، هما شعب محمود وشعب علي مع بحيرات ضحلة وأرضيات رملية بالداخل.
يضم المضيق أيضاً شعب أبو النحاس، وهي شعاب مرجانية تقع عند المدخل الجنوبي لمضيق جوبال بين جزيرة جوبال وجزيرة شدوان. والمنطقة عبارة عن مجموعة من الجزر الصغيرة المغمورة التي تسببت في غرق العديد من السفن.